# Bulltofta FF
Bulltofta FF var en fotbollsklubb från östra Malmö. Föreningen grundades 1933.

## Tävling
| År        | Serie                            | Position | Övrigt |
| --------- | -------------------------------- | -------- | --- |
| 1934      | Rosengårdsstadens BIF Pokalserie | 4        | Sex deltagande lag, varav olika klasser ställde upp. Juniorlag (IFK Malmö), andralag (Limhamns IF & Kulladals BK) herrlag möttes. IFK Malmös juniorer vann. |
| 1934-1935 | Malmöserien Division 2           |          | |